# 池田町ブドウ・ブドウ酒研究所
池田町ブドウ・ブドウ酒研究所（いけだちょうブドウ・ブドウしゅけんきゅうじょ）は、北海道中川郡池田町にある地方公営企業。ヨーロッパ中世の古城に似ていることから「ワイン城」と呼ばれている。

## 概要
1963年（昭和38年）に日本国内初の自治体によるワイナリーとして始まった。独自の品種を開発し、酸味豊かなブドウで長期熟成タイプのワインを中心に製造している。池田町の企業会計に計上されて独立採算の形で経営している。利益の一部は一般会計などに繰り出しており、町の経済・財政・産業に貢献している。ワイン城内には見学コースがあるほか、ワインをはじめ地元の特産品を取り揃えたショッピングエリアやレストランがあり、観光地になっている。また、『池田町秋のワイン祭り』などのイベント会場になっているほか、ワイン城から眺める景色は「日本の夕陽百選」に選定されている。

## 沿革
1952年（昭和27年）の「十勝沖地震」と翌年から2年連続した冷害によって基幹産業の農業に大きな被害を受けた池田町は、安定した産業基盤の必要性を感じていた。丸谷金保が町長に就任すると、1960年（昭和35年）に「新農村建設事業計画」を策定し、町内に自生するヤマブドウに着目して翌年からブドウの栽培を試みた。1962年（昭和37年）には「池田町農産物加工研究所」を設立して町内のヤマブドウ調査・研究にも取り組んだ。翌年には全国の自治体で初となる「酒類試験製造免許」を取得したほか、ハバロフスクの極東農業研究所において池田町に自生するヤマブドウが良質なワインに適する「アムレンシス亜系」であると断定したことなどから、ワインづくりに拍車がかかった。1964年（昭和39年）にブドウ栽培の研究開発とワイン製造を手掛ける「池田町ブドウ・ブドウ酒研究所」を設立した。その後、期限付製造免許を取得して1971年（昭和46年）に果実酒類製造の永久免許を取得した。ワインは販売3年目から売り上げが飛躍的に伸び、旧ブドウ・ブドウ酒研究所では製造への対応が難しくなった。そこで、当時の建設費6億3,600万円をすべて起債で賄って10年償還することで新たな工場を建設した。ヨーロッパの古城風の建物は「ワイン城」と呼ばれて観光客が訪れて人気となり、計画通りに償還することができた。2003年（平成15年）から2年がかりでワイン城を観光施設として再生するため、敷地内にワイン城内の瓶詰めラインを移設する新工場を建設し、ワイン城にエレベーターやショッピングエリアを設置するなどの改修工事を行った。また、敷地内の旧物産の館に地元出身である吉田美和の衣装などを保管・展示したDREAMS COME TRUEのギャラリー「DCTgarden IKEDA」がオープンしたほか、2009年（平成21年）からは葡萄園「DREAMS COME TRUE VINEYARD」（ドリカムブドウ園）を共同で運営している。

### 年表
- 1963年（昭和38年）：果実酒類試験製造免許取得。
- 1964年（昭和39年）：「池田町ブドウ・ブドウ酒研究所」設立[11]。
- 1966年（昭和41年）：十勝ワイン・十勝ブランデー市販開始[12]。
- 1971年（昭和46年）：果実酒類製造の永久免許取得[11]。
- 1974年（昭和49年）：ブドウ・ブドウ酒研究所（ワイン城）完成[11]。町営の「レストラン十勝」開店（2008年に民間へ事業継承）[11]。『ワイン祭り』（現在の『池田町秋のワイン祭り』）初開催[11]。
- 1990年（平成02年）：敷地内に「物産の館」オープン（2004年閉店し、翌年にワイン城のショッピングエリアに移転）[13]。
- 2003年（平成15年）：日本ブドウ・ワイン学会による『2003年度ASEV学会技術賞』受賞[12]。
- 2004年（平成16年）：ワイン城第1期リニューアルオープン[10]。新製造工場稼働[14]。「十勝ワインバイザー」認証制度開始[15]。
- 2005年（平成17年）：ワイン城全面リニューアルオープン[11][16]。旧物産の館に「DCTgarden IKEDA」オープン[11]。
- 2009年（平成21年）：「DREAMS COME TRUE VINEYARD」（ドリカムブドウ園）オープン[11]。
- 2013年（平成25年）：ワインセラー貸出開始[17]。
- 2016年（平成28年）：ブランデー製造再開[18]。
- 2019年（令和元年）：大規模改修工事に伴い一時閉館[19]。
- 2020年（令和2年）：大規模改修工事竣工[19]、ワイン城施設の運営を一般社団法人いけだワイン城に移管[20]。

## 利用案内
- 開城時間：9:00 - 17:00
- 休館日：年末年始
- 入館料：無料

## 施設
- ブドウ展示園（屋外）

ワイン城南側斜面にあり、池田町唯一の品種「清舞」「山幸」のブドウの樹を植えている。
- 地下熟成室（地下2階）

樽熟成、ビン熟成、スパークリングワイン製造、出荷を終えた年代物ワインがある。2020年のリニューアルでは大樽を解体しバースペースを設置。
- 廊ミュージアム（地下1階・地上2階）

地下ではワインの製法を紹介するパネルや地下2階の熟成室をガラス越しに見下ろす見学窓を設置、2階では寒冷地でのブドウ栽培の苦労を物語る大型パネルや十勝ワイン事業の歴史を紹介。
- ショッピングエリア・ブランデー蒸溜室（1階）

十勝ワインや池田町の特産品を販売する他、ワイン事業を発案した丸谷金保元池田町長の言葉や過去のワインボトルといった歴史紹介、ブランデー蒸溜室の見学窓を設置。
- ライブラリ（2階）

ワインやブドウに関する書籍を所蔵、またカウンターでは試飲サービスも実施。
- 城主室・講堂・官能検査室（3階）

2020年のリニューアルで来客応接室を「城主室」として見学コースに組み込み、講堂には過去の海外コンクールでの賞状を展示、官能検査室にも見学窓を設置。
- レストランフロア（4階）[19]

十勝牛を中心とした地場産食材を用いた洋食を提供するレストラン、弁当やソフトクリーム・ピザなどの軽食といったテイクアウトメニューを提供するフードカウンターを設置。
- 展望テラス（屋上）[19]

十勝平野の田園風景、日高山脈の稜線、池田町の街並みを一望できる。
- DCTgarden IKEDA

- DREAMS COME TRUE VINEYARD（通称：ドリカムブドウ園）

池田町とディーシーティーエンタテインメント（DCTentertainment）が共同運営している。

## アクセス・駐車場
- 道東自動車道（道東道）池田ICから車で約15分
- 帯広から車で約30分（一般道利用）
- 釧路から車で約2時間（一般道利用）
- 千歳東ICから車で約2時間20分（道東道利用）
- 札幌ICから車で約2時間50分（道央道・道東道利用）
- 駐車場あり（約100台）
- 池田駅から徒歩10分

## 参考資料
- 「ワインづくりが生んだ観光産業とその後 〜十勝・池田町の経験から〜」（PDF）『開発こうほう』第476巻、北海道開発協会、2003年、2017年4月25日閲覧。
- 中林司 (2009年). “「十勝ワイン」自治体経営のワイナリー”.  全国町村会. 2017年4月26日閲覧。
- “北海道池田町 町勢要覧” (PDF).  池田町 (2016年). 2017年4月25日閲覧。